# A félszemű (regény)
A félszemű (angolul: True Grit) Charles Portis 1968-ban megjelent regénye. Magyarul 2011-ben jelent meg a Cartaphilus Könyvkiadónál Polyák Béla fordításában.
Cselekménye az 1870-es években játszódik Arkansasban, főszereplője egy 14 éves lány, Mattie Ross, aki bosszút áll apja meggyilkolásáért. A mű, amelyet egyesek szerzője „mesterműveként” értékelnek, és Mark Twain Huckleberry Finnjével állítanak párhuzamba, számos elemet kölcsönöz a western műfajból. A regény először a Saturday Evening Postban jelent meg folytatásokban.
Két filmfeldolgozás is készült belőle: az egyik 1969-ben, a másik 2010-ben.

## Magyarul
- A félszemű; ford. Polyák Béla; Cartaphilus, Bp., 2011